# Zbigniew Dolecki
Zbigniew Dolecki (ur. 11 lipca 1930, zm. 13 sierpnia 1990 w Warszawie) – polski poeta, pisarz, krytyk literacki, filmowy i muzyczny.

## Życiorys

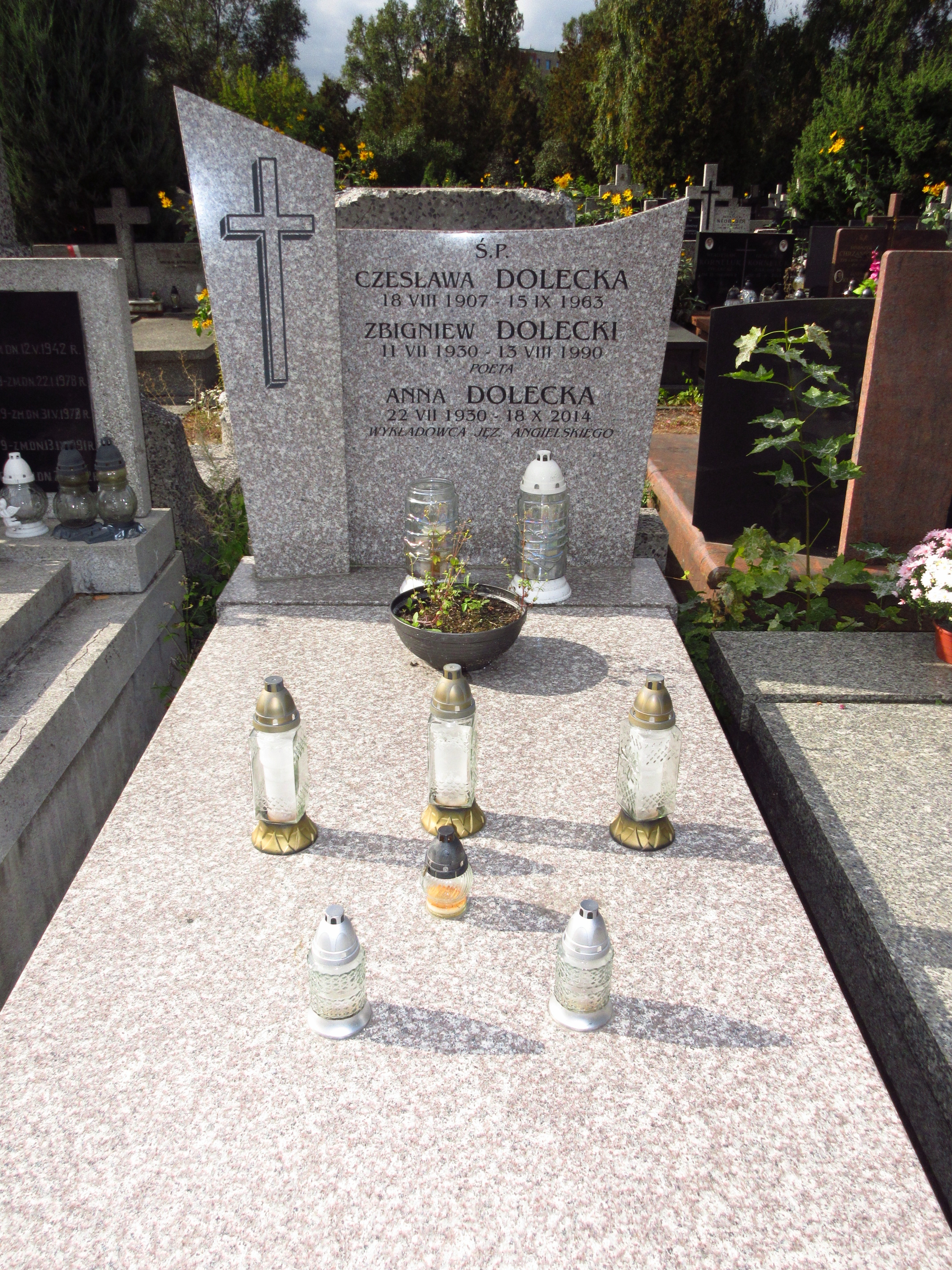
Grób Zbigniewa Doleckiego na Cmentarzu Bródnowskim.

Od 1952 współpracował z wydawnictwami Stowarzyszenia PAX m.in. tygodnikiem "Kierunki" i dziennikiem "Słowo Powszechne". Jego utwory były publikowane w „Kamenie", „Twórczości", „Życiu i Myśli". Pochowany na Cmentarzu Bródnowskim (kwatera 87B-5-19).
Jego synem jest Tomasz Dolecki.

## Twórczość

### Poezja
- "Spotkanie z Lemuelem" (1957)
- "Morze zatapia sny" (1959)
- "Królestwo z piasku" (1962)
- "Inskrypcje" (1965)
- "Dionizja" (1968)
- "Eleusis" (1971)
- "Universum" (1973)
- "Wiersze wybrane" (1977)
- "Świadectwa" (1985)[1]
- "Ogrody Przedostatnie" (1992)[2]

### Proza
- "Wystarczy się odwrócić" (1971)
- "Muszla Egejska" (zbiór opowiadań SF)(1979)
  - "Muszla egejska" (pierwsze wydanie 1964)
  - "Minotaur"
  - "Niewidzialni"
  - "Przestąpić Styx"
  - "Opium Kosmosu"
  - "Fale"
  - "Misja"
  - "Kryształowi"
  - "Bitwa pod Czarnym Lasem"
  - "Kometa"
  - "Ghorry"
  - "Wielki sen"
  - "Jaś i Małgosia"
  - "Pod białymi obłokami"
- "Poszukiwanie kluczy" - zbiór szkiców literackich (1982)